# 韦克桑地区梅济耶尔
韦克桑地区梅济耶尔（法語：Mézières-en-Vexin，法語發音：[mezjɛʁ ɑ̃ vɛksɛ̃]）是法国厄尔省的一个市镇，属于莱桑德利区。

## 地理
韦克桑地区梅济耶尔（49°10'21"N, 1°30'13"E）面积12.7 平方千米，位于法国诺曼底大区厄尔省，该省份为法国北部内陆省份，北起滨海塞纳省，西接奧恩省和卡爾瓦多斯省，南至厄尔-卢瓦省，东临瓦兹省、瓦兹河谷省和伊夫林省。
与韦克桑地区梅济耶尔接壤的市镇（或旧市镇、城区）包括：吉斯尼耶、埃讷济、利勒圣母村、埃普特河畔韦克桑。

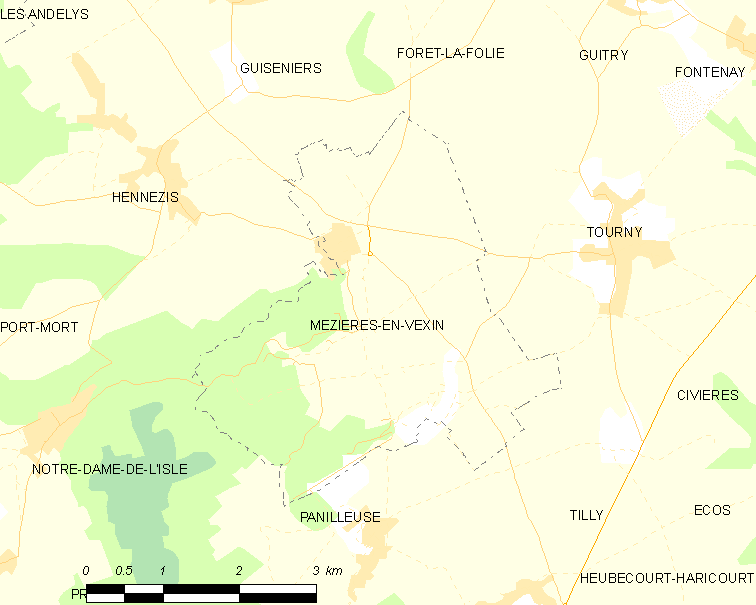
韦克桑地区梅济耶尔的OSM定位图

韦克桑地区梅济耶尔的时区为UTC+01:00、UTC+02:00（夏令时）。

## 行政
韦克桑地区梅济耶尔的邮政编码为27510，INSEE市镇编码为27408。

## 政治
韦克桑地区梅济耶尔所属的省级选区为莱桑德利县。

## 人口

1962-2008年间韦克桑地区梅济耶尔人口变化图示

韦克桑地区梅济耶尔于2022年1月1日时的人口数量为598人。